# Porzana fluminea
Porzana fluminea là một loài chim trong họ Rallidae.